# Pumenengo
Pumenengo [pumeˈnɛŋɡo , pumeˈneŋɡo] (Pömenèngh [pømɛˈnɛŋk] o Pümenèngh [pymɛˈnɛŋk] in dialetto bergamasco) è un comune italiano di 1 717 abitanti della provincia di Bergamo in Lombardia.
Situato nella pianura orientale bergamasca, al confine con la provincia di Brescia, dista circa 34 chilometri a sud-est dal capoluogo orobico.

## Storia
Non si sa di preciso quale sia la storia del paese nell'Alto Medioevo. Secondo antichi studi toponomastici, luoghi terminanti in "engo" sarebbero di origine longobarda, ma studi molto più recenti ritegono che questi termini siano di origine preromanza e quindi precedenti. Che sia valida la prima o la seconda ipotesi, il borgo vanta una storia antica.
Al termine della dominazione longobarda, sul territorio si verificò l'arrivo dei Franchi. Furono questi ultimi a creare i presupposti per la formazione del Sacro Romano Impero, i cui reggenti governarono le sorti del paese per tutta l'epoca medievale.
Si sa che questi territori vennero donati in feudo, unitamente alle zone circostanti, al vescovo di Cremona già nell'XI secolo.
Nel XIII secolo, o forse anche prima, venne edificato il castello perché il territorio era soggetto a frequenti scorrerie e lungo il corso del fiume, su entrambe le sponde, era necessario avere delle strutture difensive.
Nel 1366 il paese entrò a far parte dei possedimenti di Beatrice Regina Della Scala, moglie del Signore di Milano, Bernabò Visconti, che acquistò la Calciana inferiore da un certo Cabriolo Aliprandi. Nonostante i numerosi investimenti effettuati dalla nobildonna nel tentativo di risollevare la situazione economica del luogo - fece scavare la Roggia Donna e ottenne dal temibile marito l'esenzione dal pagamento delle tasse alla Signoria di Milano - non si ottennero miglioramenti rilevanti, tanto che, una ventina di anni dopo, tra il 1380 e il 1382, Regina della Scala vendette Calcio ai Secco, Torre Pallavicina ai Cropelli e a Pietro da Covo e Pumenengo ai Barbò che resteranno i signori del paese quasi ininterrottamente fino al XX secolo. Secondo il volere delIa moglie di Bernabò Visconti, i Signori dei tre villaggi dovevano prendere le decisioni, relative al territorio, di comune accordo; ecco perché si parla di "Condominio della Calciana".
Questa zona fu spartiacque anche tra la Repubblica di Venezia ed il Ducato di Milano, tanto da essere considerata una vera e propria zona franca, in sostanza quasi uno Stato indipendente amministrato dai signori di Calcio, Pumenengo e Torre Pallavicina esente da tasse e da ogni obbligo verso lo Stato centrale. E come in tutte le zone di confine, notevole era il contrabbando praticato nonostante le rigide leggi che lo vietavano, pena dure sanzioni, anche se per gli abitanti stessi questa era una delle principali fonti di sostentamento.
Il XV secolo fu un periodo travagliato: nei primi due decenni Pumenengo venne interessato da varie scorrerie operate dagli uomini di Cabrino Fondulo, Signore di Cremona e acerrimo nemico dei Barbò che assalirono più volte il castello; anche durante le cosiddette "Guerre di Lombardia", nel 1432 il paese cadde nelle mani delle truppe venete comandate dal Marchese di Mantova Gianfrancesco Gonzaga,  mentre il 12 giugno 1484 Fracasso Sanseverino, al soldo della Serenissima, dopo aver conquistato Calcio,  attaccò il borgo i cui abitanti si difesero strenuamente
Nel XVI secolo venne scavato il Naviglio Grande Pallavicino, che insieme al fiume, è il principale corso d'acqua del luogo.
Il XVII e XVIII secolo furono interessati da numerose diatribe con Rudiano relative alla gestione degli argini del fiume che alcune volte degenerarono anche in atti piuttosto violenti. 
Gli inizi del XVIII secolo Pumenengo e i territori limitrofi furono teatro di alcuni scontri tra gli eserciti franco-spagnolo e austriaco nell'ambito della Guerra di Successione Spagnola, che causarono gravi devastazioni e profondi disagi alla popolazione. La guerra, vinta dagli austriaci, portò lo Stato di Milano, di cui Pumenengo continuava a far parte, nell'impero asburgico e negli anni '30 in paese si iniziarono i rilievi del territorio per redigere le tavole d'estimo per il Catasto Teresiano. Alla fine del secolo, con l'arrivo delle truppe napoleoniche e il successivo avvento della Repubblica Cisalpina, la nuova dominazione revocò tutti i privilegi riservati alla Calciana, suddivise i territori in dipartimenti e Pumenengo venne annesso al Dipartimento del Serio, da cui nacque la provincia di Bergamo al ritorno degli Austriaci dopo la sconfitta di Napoleone a Waterloo e il Congresso di Vienna. 
Il XIX secolo fu caratterizzato dalle epidemie di colera ma anche dalla nascita di organizzazioni caritatevoli come l'Ospedale Bergomi, un "Monte Frumentario" e l'Istituto dei Luoghi Pii Elemosinieri.
All'inizio del XX secolo in paese nacque un filanda fortemente voluta dalla Marchesa Sauli Gattorno che trasformò la parte colonica della sua proprietà in opificio. È l'inizio per il paese di un certo sviluppo industriale che, però, prenderà veramente piede solo a partire dagli anni '70. 

### Simboli
Lo stemma e il gonfalone sono stati concessi con decreto del presidente della Repubblica del 30 luglio 2023.

Lo stemma rappresenta la torre di Pumenengo, vista di spigolo, murata di nero, fondata sulla campagna d'oro, attraversata dal fiume al naturale; agli alberi al naturale nodriti sulla campagna.
Il gonfalone è un drappo troncato di giallo e di rosso.

## Monumenti e luoghi d'interesse

### Architetture civili e militari

#### Castello

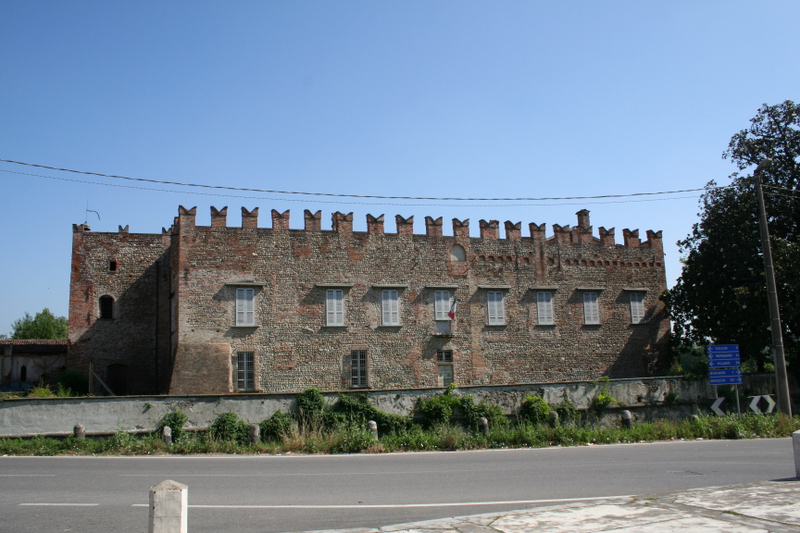
Castello Barbò

Il castello di Pumenengo sorge su un terrazzo fluviale creato dall'Oglio; è inoltre lambito dal Naviglio Pallavicino, che poi continua nel suo percorso verso Cremona. 
È molto probabile che già nel XII secolo esistesse una fortificazione, resasi necessaria a causa dei continui conflitti con il borgo di Rudiano, per motivi legati al passaggio sul fiume. In questo secolo, però, la maggior parte dei castelli di pianura aveva mura in terra battuta e l'originale parte in muratura risale XIII secolo.
La posizione sul terrapieno ha fortemente condizionato la planimetria dell'edificio: a differenza di altri castelli di pianura, che presentano una pianta quadrata con una torre per ogni angolo, il castello di Pumenengo ha una pianta trapezoidale, con sole tre torri.  Parte dell'edificio è circondato da fossato e alla base del lato est scorre il Naviglio Grande Pallavicino. L'ingresso si trova ad ovest e permetteva l'ingresso in un rivellino, ancora ben conservato. L'accesso avveniva mediante un ponte levatoio carrale e una pusterla, da secoli sostituiti da un ponte fisso. Oltre il rivellino si apriva la corte interna del castello, su cui si affaccia la torre di nord-ovest (il mastio), un tempo utilizzata come prigione, cui si accedeva per mezzo di una scala esterna. La torre nord-est invece era una torre aperta e ruotata, tipologia di struttura utilizzata nel XIII secolo. La famiglia Barbò ha vissuto nell'ala meridionale e orientale dell'edificio, apportandovi delle modifiche: nelle sale che oggi ospitano la biblioteca si possono ammirare i soffitti con volte ad ombrello risalenti al XVII secolo; nel seminterrato si trova una grande sala rettangolare voltata a botte, denominata il "Cantinone";  affianca la cappella castellana, che conserva al suo interno degli affreschi risalenti al XV e al XIX secolo . I piani superiori invece conservano decorazioni del XIX secolo con vedute del complesso. Sempre al XIX secolo risale l'ala nord e l'annesso esterno ormai diroccato. La parte ovest ,nel XVIII secolo, aveva funzione produttiva, di granaio e di scuderia. Nel XX secolo, tra le due guerre mondiali, il castello è stato suddiviso in varie unità abitative date in affitto a contadini, mentre negli anni '80 l'allora Amministrazione comunale ha acquistato l'edificio dai Barbò. Nel XXI secolo il castello è stato in parte oggetto di restauro e oggi è la sede del Comune e della Biblioteca.

### Architetture religiose

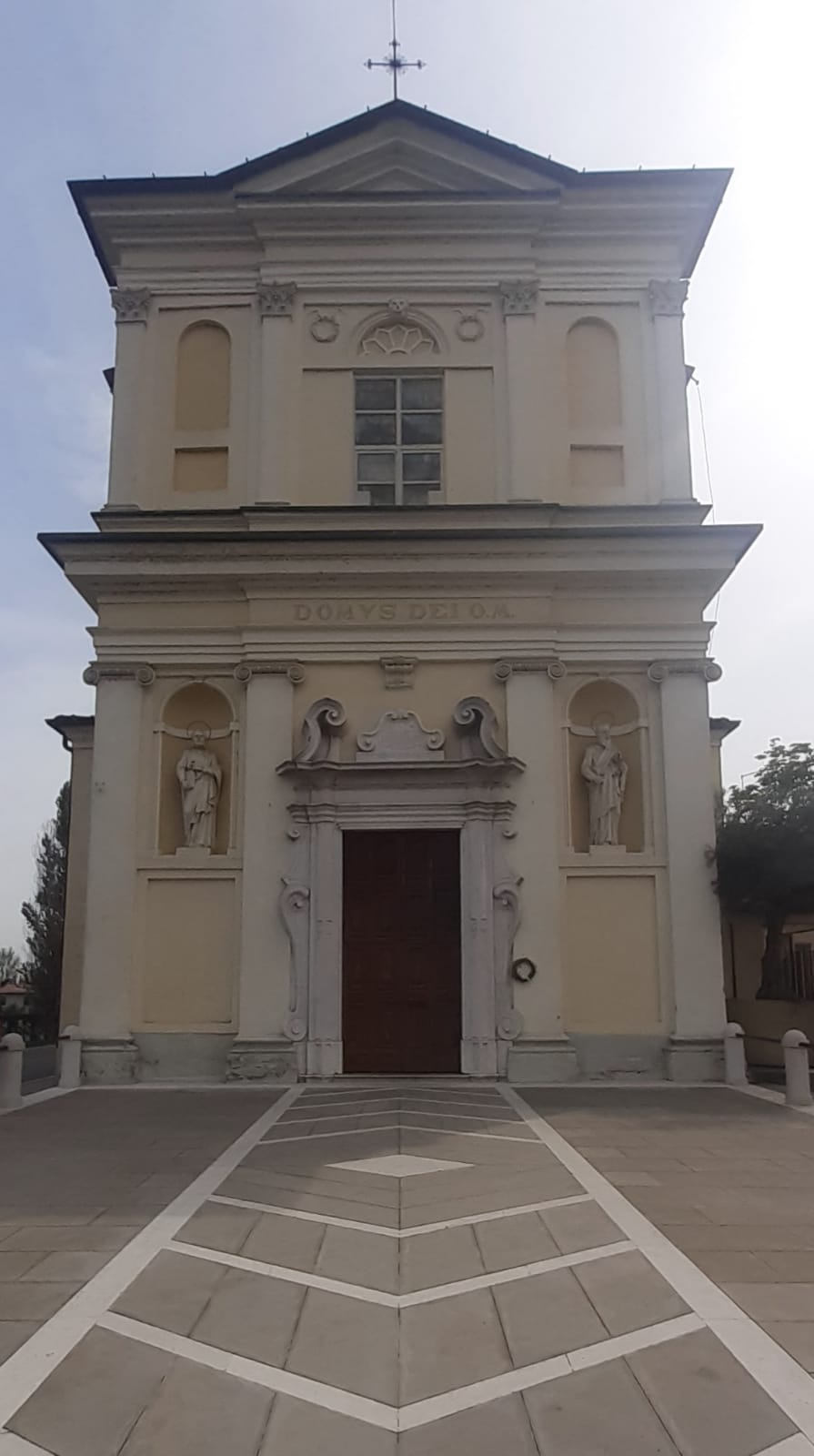
Facciata della parrocchiale

La chiesa parrocchiale risale probabilmente alla fine del XV secolo ed è stata consacrata il 7 dicembre 1494; è dedicata ai Santi Pietro e Paolo e, nonostante la vicinanza con il castello, non fu mai la sua cappella gentilizia (che invece si trovava all'interno della rocca) ma da subito fu la chiesa parrocchiale. Fu ampliata negli anni '70 del XVIII secolo ad opera dell'architetto Cetti, raggiungendo le dimensioni attuali. All'interno era conservata una pregevole pala d'altare, trafugata alcuni decenni fa, e ora sostituita da una riproduzione fotografica.
In direzione di Calcio si trova il Santuario della Madonna della Rotonda che, secondo la tradizione popolare fu costruito in seguito a un'apparizione mariana avvenuta nel 1585. Secondo la documentazione, però, l'edificio non risalirebbe alla fine del XVI secolo ma sarebbe stato realizzato circa cento anni dopo, alla fine del XVII secolo. In base a recenti ricerche documentarie effettuati del dott. Tartaglia nel 2019, alla fine del '700 l'edificio ha subito importanti interventi come la ristrutturazione della cupola probabilmente dovuta all'architetto bresciano Pier Antonio Cetti e al ciclo pittorico della stessa, opera attribuibile al pittore intelvese Carlo Scotti. All'interno è conservata una pregevole Via Crucis - probabilmente Settecentesca-  decisamente inusuale perché formata da grandi tele, purtroppo in cattivo stato di conservazione.

## Società

### Evoluzione demografica[6]
Abitanti censiti